# Trichothyse
Trichothyse är ett släkte av spindlar. Trichothyse ingår i familjen plattbuksspindlar.
Kladogram enligt Catalogue of Life:
| Trichothyse | \| \| Trichothyse fontensis \| \| \| \| \| \| Trichothyse hortensis \| \| \| \| \| \| Trichothyse subtropica \| \| \| \| |
|             | \| \| Trichothyse fontensis \| \| \| \| \| \| Trichothyse hortensis \| \| \| \| \| \| Trichothyse subtropica \| \| \| \| |
|             | Trichothyse fontensis |
|             | |
|             | Trichothyse hortensis |
|             | |
|             | Trichothyse subtropica                                                                                                   |
|             | |